# جون جي. ويبستر
جون جي. ويبستر (بالإنجليزية: John G. Webster)‏ هو مهندس أمريكي، ولد في 1932.